# العلاقات المكسيكية البلغارية
العلاقات المكسيكية البلغارية هي العلاقات الثنائية التي تجمع بين المكسيك وبلغاريا.

## مقارنة بين البلدين
هذه مقارنة عامة ومرجعية للدولتين:
| وجه المقارنة                                              | المكسيك                                                                               | بلغاريا                                                                             |
| --------------------------------------------------------- | ------------------------------------------------------------------------------------- | ----------------------------------------------------------------------------------- |
| المساحة (كم2)                                             | 1.97 مليون                                                                            | 110.99 ألف                                                                          |
| عدد السكان (نسمة)                                         | 130.53 مليون                                                                          | 7.08 مليون                                                                          |
| الكثافة السكانية (ن./كم²)                                 | 66.26                                                                                 | 63.79                                                                               |
| العاصمة                                                   | مدينة مكسيكو                                                                          | صوفيا                                                                               |
| اللغة الرسمية                                             | اللغة الإسبانية                                                                       | اللغة البلغارية                                                                     |
| العملة                                                    | بيزو مكسيكي                                                                           | ليف بلغاري                                                                          |
| الناتج المحلي الإجمالي (بليون دولار)                      | 1.15 تريليون                                                                          | 56.83 مليار                                                                         |
| الناتج المحلي الإجمالي (تعادل القوة الشرائية) بليون دولار | 2.16 تريليون                                                                          | 130.99 مليار                                                                        |
| الناتج المحلي الإجمالي الاسمي للفرد دولار أمريكي          | 9.01 ألف                                                                              | 8.03 ألف                                                                            |
| الناتج المحلي الإجمالي للفرد دولار أمريكي                 | 17.32 ألف                                                                             | 17.21 ألف                                                                           |
| مؤشر التنمية البشرية                                      | 0.756                                                                                 | 0.782                                                                               |
| رمز المكالمات الدولي                                      | +52                                                                                   | +359                                                                                |
| رمز الإنترنت                                              | .mx                                                                                   | .bg، .бг ‏                                                                           |
| المنطقة الزمنية                                           | منطقة زمنية وسطى، المنطقة الزمنية الجبلية، زمن منطقة المحيط الهادئ، منطقة زمنية شرقية | ت ع م+02:00، ت ع م+03:00، أوروبا/صوفيا ‏، توقيت شرق أوروبا، توقيت شرق أوروبا الصيفي ‏ |

## منظمات دولية مشتركة
يشترك البلدان في عضوية مجموعة من المنظمات الدولية، منها:
| علم المنظمة | اسم المنظمة                        | تاريخ انضمام المكسيك | تاريخ انضمام بلغاريا |
| ----------- | ---------------------------------- | -------------------- | -------------------- |
|             | يونسكو                             | 4 نوفمبر 1946        | 17 مايو 1956         |
|             | وكالة ضمان الاستثمار متعدد الأطراف | 1 يوليو 2009         | 23 سبتمبر 1992       |
|             | الأمم المتحدة                      | 7 نوفمبر 1945        | 14 ديسمبر 1955       |
|             | الفريق المعني برصد الأرض           | ?                    | ?                    |
|             | الاتحاد البريدي العالمي            | ?                    | ?                    |
|             | البنك الدولي للإنشاء والتعمير      | 31 ديسمبر 1945       | 25 سبتمبر 1990       |
|             | الاتحاد الدولي للاتصالات           | 1 يوليو 1908         | 18 سبتمبر 1880       |
|             | منظمة حظر الأسلحة الكيميائية       | ?                    | ?                    |
|             | مؤسسة التمويل الدولية              | 20 يوليو 1956        | 22 يوليو 1991        |
|             | مجموعة أستراليا                    | 2013                 | 2001                 |
|             | منظمة التجارة العالمية             | 1995                 | 1 ديسمبر 1996        |
|             | مجموعة الموردين النوويين           | ?                    | ?                    |
|             | منظمة الشرطة الجنائية الدولية      | ?                    | ?                    |

## وصلات خارجية
- موقع وزارة الخارجية المكسيكية
- موقع وزارة الخارجية البلغارية